# 小鳴門橋
小鳴門橋（こなるとばし、英語：Konarutobashi BRDG.）は、小鳴門海峡に架かる全長441.4m・最大径間160m・幅員7m（2車線）・高さ23.5mの吊橋である。主塔が3組の4径間吊橋という珍しい形式である。
中央の主塔は海峡中の鍋島に設けられ、横から見るとAの字形をしている。
徳島県鳴門市の撫養町大桑島（四国）と鳴門町土佐泊浦（大毛島）を結ぶ。徳島県道11号鳴門公園線が通る。

## 概要
神戸・鳴門ルートの実現をPRする目的で、また鳴門公園へ至る観光道路として計画された当橋梁は、1959年11月に起工し、1961年7月に開通した。小鳴門海峡にある鍋島に橋の側主塔が建設されている。
まだ本州と四国を結ぶ本州四国連絡橋の実現性が疑問視されていた時に、徳島県単独で橋を架けたという実績は、国に対するアピールとなった。
開通式には、本四架橋や神戸市のまちづくりに尽力したことで有名な原口忠次郎（当時の神戸市長）も訪れた。
総工費は約3億4千万円で、そのための資金を関西電力および四国電力が徳島県に貸し出したとのことである。これを返還するために当初は有料道路の形で供用されていたが、1977年に無料開放された。
その後、1987年に国道28号（神戸淡路鳴門自動車道）の撫養橋（当橋梁の約50 m東側に並行）が開通する迄の間、当橋梁が淡路島と四国を結ぶ役目を果たしていた。

## 完成までの道程
- 1949年9月 - 鳴門市観光開発計画に構想が盛り込まれる。
- 1955年8月 - 当時の鳴門市長が記者会見で私案を発表する。
- 1957年6月 - 徳島県が、当時の日本道路公団総裁に有料道路の形での架橋を陳情するも断られる。また当時の鳴門市長が、期成同盟会の結成を市議会に提案するも見送られる。
- 1958年
  - 3月 - 民間団体による期成同盟会が発足する。
  - 7月 - 徳島県および鳴門市の両議会が調査費を半額ずつ計上する。
  - 8月 - 海底ボーリングと測量が完了し、調査結果が出る。そして当時の徳島県副知事が建設省に対し、国道28号の一部として工事するよう陳情する。
  - 9月 - 関西電力が徳島県に対し、鳴門海峡をまたぐ送電線計画の承諾を交換条件に、建設費融資の話を持ちかける。（以後、とんとん拍子で建設への動きが進展する。）
- 1959年
  - 10月 - 県議会において建設が決議される。
  - 11月 - 徳島県鳴門土木出張所に橋梁係が新設される。
  - 12月 - 工事が始まる。
- 1960年
  - 1月 - 徳島県および鳴門市が鍋島を用地買収する。
  - 2月 - 耐風強度に関しての実験を依頼していた東京大学より、最大風速73mまで安全であるとの報告を受ける。
  - 4月 - 工事における最大の難関であった潜函の移動を終える。
  - 7月 - 潜函を岩盤に固定する。
  - 11月 - ケーブルを張る作業が開始される。
- 1961年7月 - 当初の計画より約100日遅れて、完成する。

## 有料道路
当橋梁では、開通式翌日の1961年7月31日から通行料が徴収されていた（普通車150円）。その後、大毛島と神戸港・阿那賀港を結ぶ水中翼船・フェリーが就航したことに加え、モータリゼーションの進展も相まって、徳島県が管理する有料道路の中で唯一の黒字道路となった。それ故、1977年3月27日に予定よりも早く無料開放がなされた。

## 歩行者・自転車の通行
当橋梁は、歩道が無い上に路肩が数十cm程度と極めて狭いことから、全線において、7時から21時迄の間、駐停車禁止の規制が敷かれている。また、規制はされていないものの、歩行者・自転車での通行が困難な状況にある。なお、鳴門市営の渡船を利用すれば、当橋梁を通行しなくても小鳴門海峡を渡ることができる。

## 小鳴門海峡・鳴門海峡に架かる橋梁の名称
小鳴門海峡および鳴門海峡に架かる計5つの橋梁のうち、撫養橋を除いた4つの橋梁に関しては、いずれも名称が似ており区別がつき難い。詳細は下表に記した。
| 海峡       | 橋梁       | 読み             | 完成年                        | 形式                      | 区間          | 道路                      | 車線数              | 徒歩・自転車 | 原付(〜125cc) |
| ---------- | ---------- | ---------------- | ----------------------------- | ------------------------- | ------------- | ------------------------- | ------------------- | ------------ | ------------- |
| 鳴門海峡   | 大鳴門橋   | おおなるときょう | 1985年                        | 吊橋                      | 淡路島-大毛島 | 神戸淡路鳴門自動車道      | 6                   | ×            | ×             |
| 小鳴門海峡 | 撫養橋     | むやばし         | 1987年（上り） 1998年（下り） | 桁橋（上り） 桁橋（下り） | 大毛島-四国   | 神戸淡路鳴門自動車道      | 2（上り） 2（下り） | ×            | ×             |
| 小鳴門海峡 | 小鳴門橋   | こなるとばし     | 1961年                        | 吊橋                      | 大毛島-四国   | 徳島県道11号鳴門公園線    | 2                   | △            | ○             |
| 小鳴門海峡 | 小鳴門新橋 | こなるとしんばし | 1971年                        | アーチ橋                  | 島田島-四国   | 徳島県道183号亀浦港櫛木線 | 2                   | △            | ○             |
| 小鳴門海峡 | 小鳴門大橋 | こなるとおおはし | 1998年                        | 斜張橋                    | 高島-四国     | 徳島県道11号鳴門公園線    | 4                   | △            | ○             |

- △…禁止されているわけではないが専用レーンが無いなど通行が困難である。小鳴門海峡を徒歩・自転車で横断するには無料の渡し舟を利用するのが一般的である。
- 鳴門海峡は航路もないため徒歩・自転車・原付いずれも渡る手段が全く無い。